# Петропавловский мост (Смоленск)
Петропа́вловский мост — арочный мост через реку Днепр в Смоленске. Соединяет Ленинский и Заднепровский районы города. По мосту проходит улица Дзержинского.

## История
Мост был возведён в 1931 году на месте Чуриловской переправы. Он представлял собой железобетонный трёхпролётный арочный мост с двухколейными трамвайными путями. После разборки старого деревянного моста близ улицы Большой Советской транспортная и пешеходная связь между центром города и Заднепровьем осуществлялась через новый мост и второй, железный (ныне Успенский), причём для выхода транспорта на левобережье в короткий срок была проложена улица, названная в честь Ф. Э. Дзержинского.
Летом 1941 года, на третий день начавшейся войны, Смоленск был подвергнут бомбардировке. В июле мост был взорван; восстановлен в 1946 году.
В 2013 году в ходе подготовки города к 1150-летию была проведена реконструкция моста.

## Название

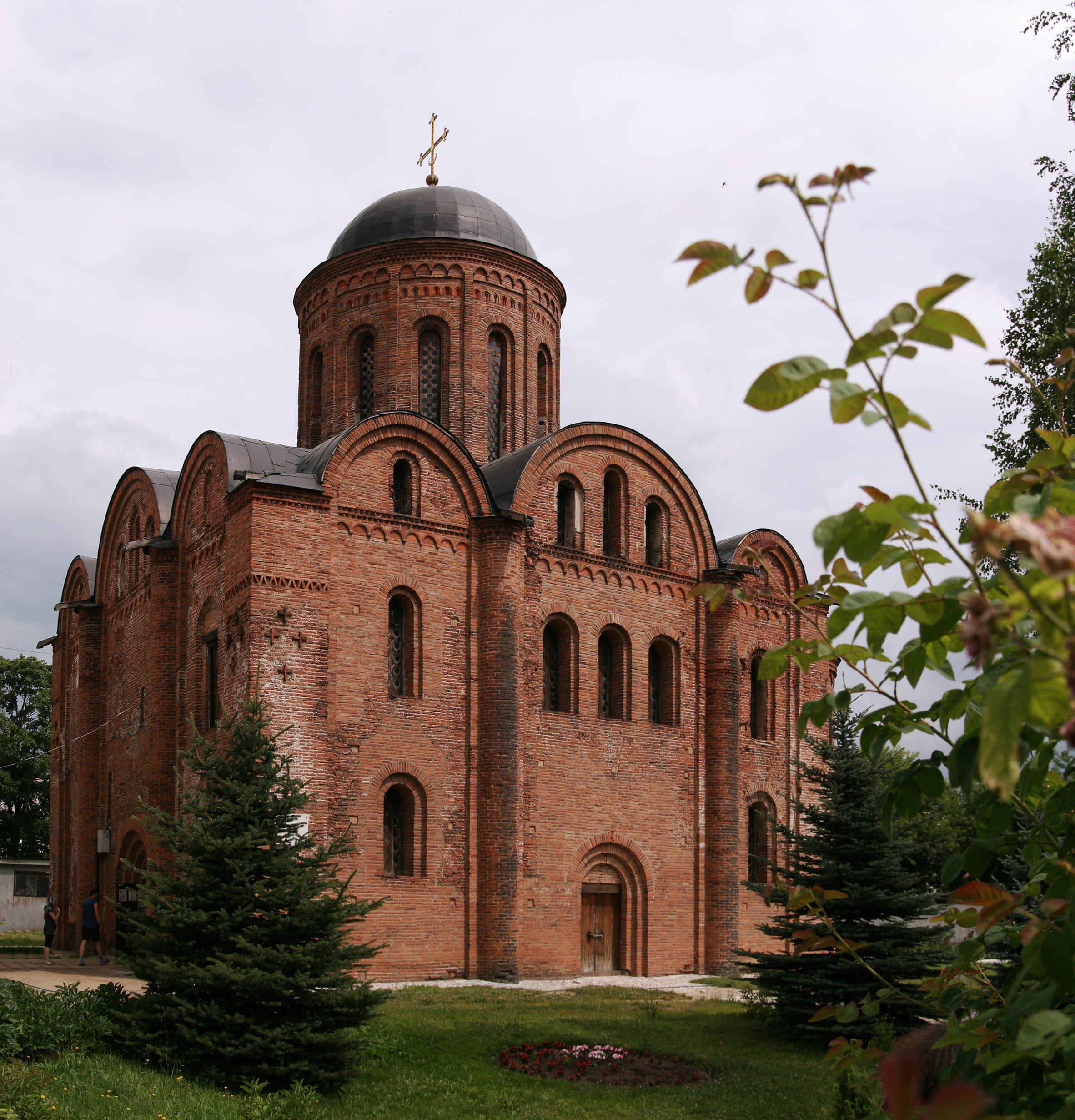
Церковь Петра и Павла на Городянке, давшая название мосту

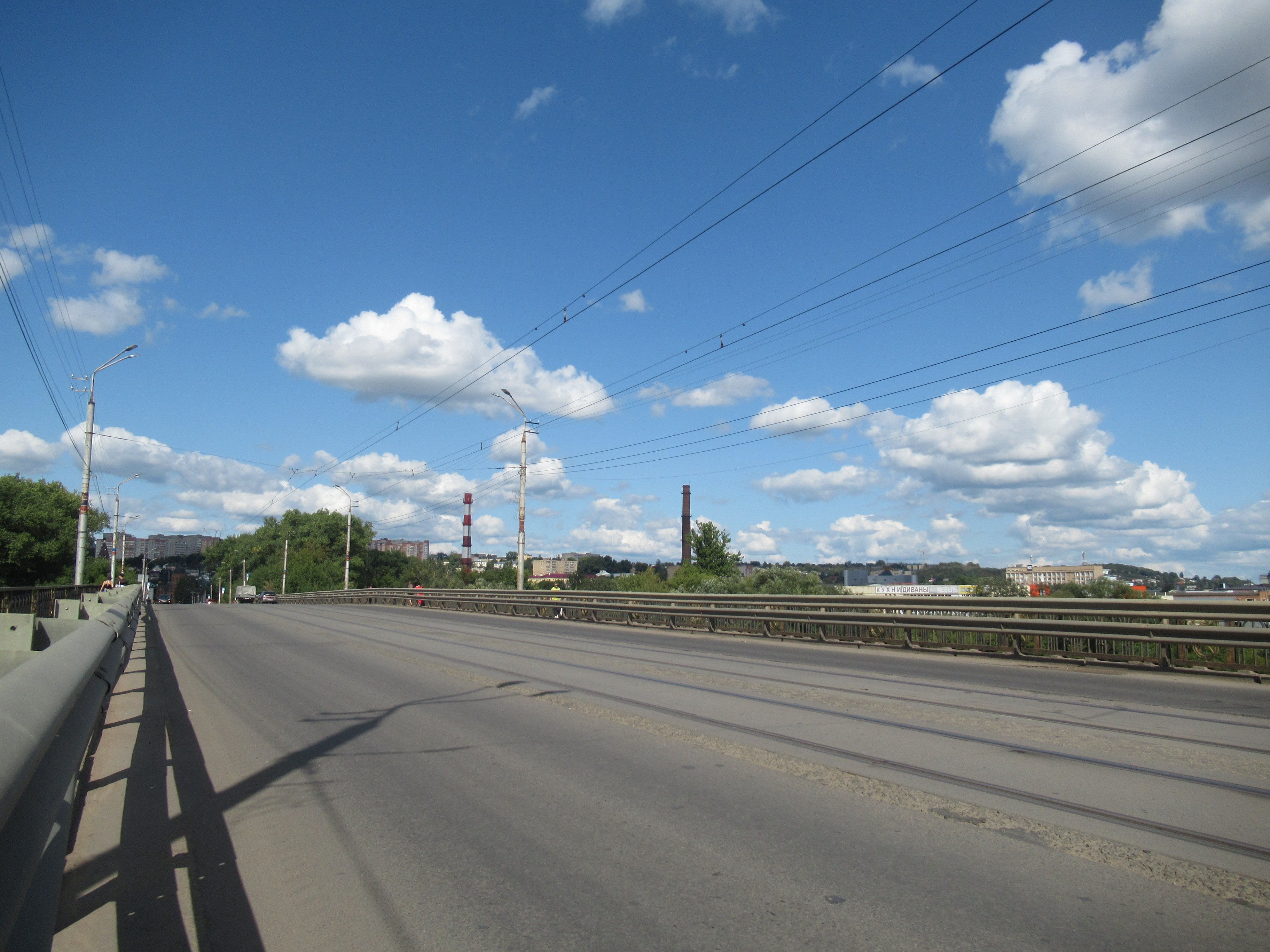
Вид в направлении Петропавловской церкви

Долгое время смоленские мосты не имели официальных названий. В народе мост назывался Дзержинским; Нижним; Новым (до появления в 1975 году Крестовоздвиженского моста).
В 2012 году мэр Александр Данилюк поддержал инициативу жителя Смоленска Виктора Борисова дать мостам через реку Днепр в черте города Смоленска официальные названия. Затем Смоленский городской совет предложил горожанам прислать свои варианты наименований.
В октябре 2018 года администрация Смоленска на своём сайте запустила интернет-опрос по выбору названия каждому из трёх мостов через Днепр. Варианты названия моста в районе улицы Дзержинского были такие: Богословский, Борисоглебский, Варяжский, Вокзальный, Дзержинский, Петропавловский, Привокзальный. По итогам опроса голоса распределились следующим образом: Дзержинский (27.4 %), Привокзальный (22.8 %), Петропавловский (13.7 %). Комиссия остановилась на названии Петропавловский — в честь церкви Петра и Павла на Городянке, расположенной невдалеке от моста.